# Rhinolophus trifoliatus
Rhinolophus trifoliatus is een zoogdier uit de familie van de hoefijzerneuzen (Rhinolophidae). De wetenschappelijke naam van de soort werd voor het eerst geldig gepubliceerd door Temminck in 1834.